# Tarashikomi
Tarashikomi (japanisch 垂らし込み) ist eine traditionelle japanische Maltechnik, die besonders in der Kunst des Rinpa-Stils vorkommt. Der Begriff bedeutet wörtlich „tröpfeln“ oder „tropfen“ und beschreibt die Methode, bei der eine zweite Schicht Tusche oder Farbe auf eine noch feuchte erste Schicht aufgetragen wird. Auf diese Weise entstehen organische Mischungen und charakteristische Verläufe, die das Bild sowohl abstrakt als auch realistisch erscheinen lassen.

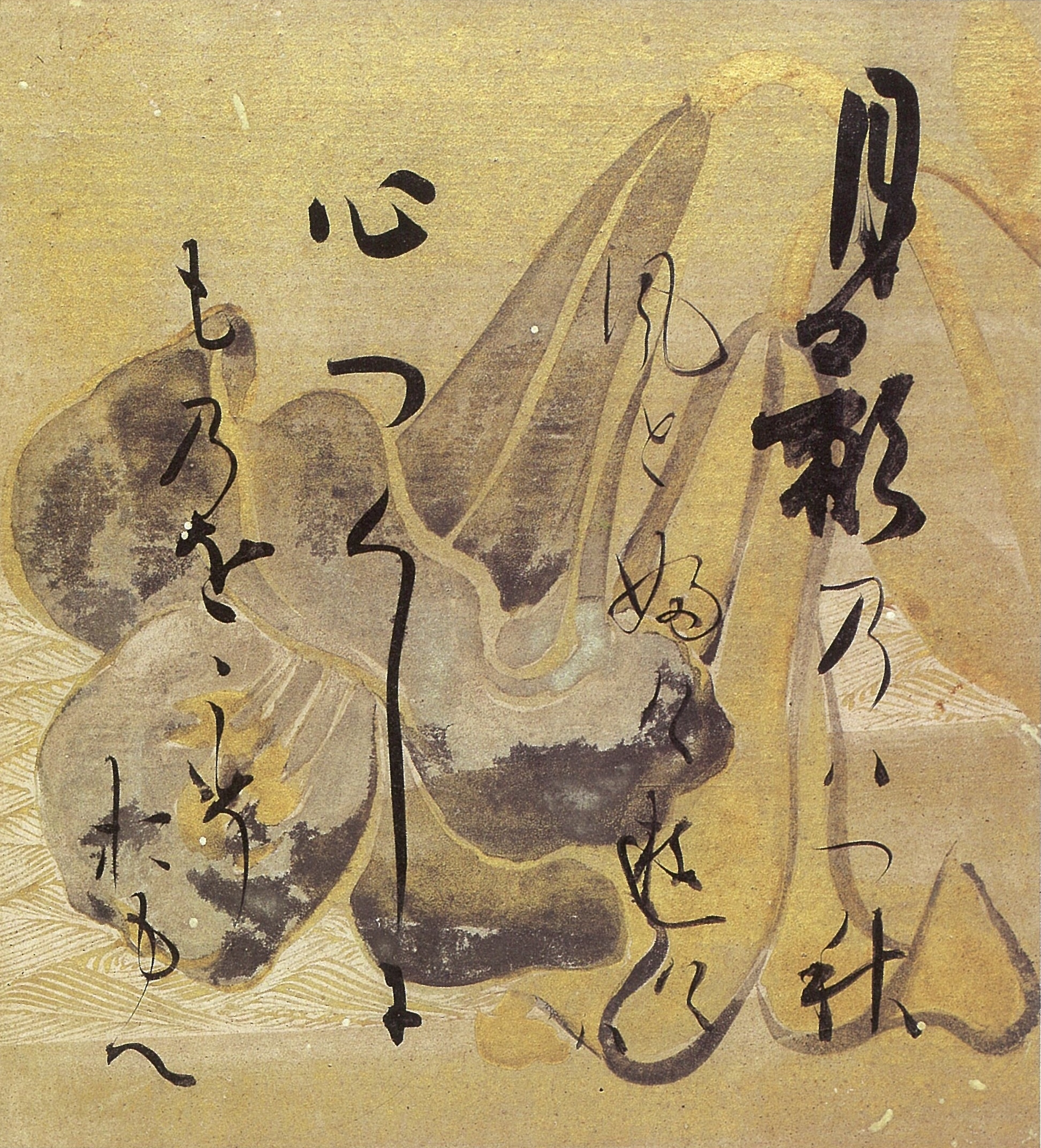
Flowers and Grasses of the Four Seasons; Malerei Tawaraya Sotatsu, Kalligrafie Hon’ami Kōetsu

## Ursprung und Entwicklung
Die Technik wurde zu Beginn des 17. Jahrhunderts in der späten Momoyama- und frühen Edo-Zeit durch den Künstler Tawaraya Sotatsu etabliert. Sōtatsu verband traditionelle japanische Malstile wie Yamato-e (narrative Malerei) mit innovativen dekorativen Ansätzen. Besonders bekannt sind seine Arbeiten auf Stellschirmen und Fächern, für die er oft mit Hon’ami Kōetsu, einem Meister der Kalligraphie, zusammenarbeitete. Die Technik wurde später von Künstlern wie Ogata Kōrin weiterentwickelt, die den Rinpa-Stil prägten und die ästhetische Wirkung von Gold und Silber in Kombination mit Tarashikomi nutzten.

## Technik und Wirkung
Bei der Tarashikomi-Technik beispielsweise wird dunkle Sumi-Tusche (Rußtinte) auf hellere, noch feuchte Tusche aufgetragen. Eine genaue Kontrolle des Ergebnisses ist schwierig, da sich die Farben je nach Feuchtigkeitsgrad und Schwerkraft unvorhersehbar vermischen. Diese Technik eignet sich besonders für die Darstellung von Naturphänomenen wie Wolken, Wasser, Nebel oder Licht, da sie zufällige und lebendige Effekte erzeugt.
Die Technik wird auch mit farbigen Pigmenten angewandt und schafft eine einzigartige Balance zwischen präziser Komposition und künstlerischem Zufall. Besonders eindrucksvoll ist Tarashikomi in Kombination mit anderen Techniken wie Bokashi (Farbverläufe) oder Mokkotsu (konturlos gemalte Formen).
Umrisstechnik (kouroku)
„Kouroku“ ist eine Technik, bei der die Form des gemalten Objekts umrissen wird. Die Technik, bei der die Farbe innerhalb des Umrisses aufgetragen wird, heißt „kouroku-tensai“. Sie wurde zusammen mit der „mokkotsu“-Technik zu einer der repräsentativsten Techniken der „kachō-ga“ (Blumen- und Vogelmalerei).
Mokkotsu
„Mokkotsu“ ist eine Technik, bei der das Objekt nicht durch Umrisse („koppou“), sondern durch Schattierungen von Sumi-e-Tinte oder Farbe ausgedrückt wird. Sie ist vor allem als Technik für kachō-ga (Blumen- und Vogelbilder) bekannt.
Tropftechnik (tarashikomi)
„Tarashikomi“ ist eine hochentwickelte Technik in der japanischen Malerei, die durch die Ausnutzung des unterschiedlichen spezifischen Gewichts der Pigmente eine natürliche Unschärfe erzeugt.
Konturlose Malerei (Tsuketate)
„Tsuketate“ ist eine Mokkotsu-Technik, bei der das Volumen und die Energie des Pinselstrichs genutzt werden, um einen Gegenstand auszudrücken. Diese Schattierung wird mit Sumi und Farbe ausgeführt. Bei dieser Art der Malerei werden keine Skizzen oder Umrisse verwendet.
Schattieren (Bokashi)
„Bokashi“ ist eine Maltechnik, bei der der bereits aufgetragenen Farbe Wasser hinzugefügt wird, um Schattierungen zu erzeugen.
Haarlinie (Kegaki)
„Kegaki“ ist eine Technik, bei der feine Linien gezeichnet werden, um das Haar darzustellen, insbesondere den Haaransatz, die seitlichen Locken, die Augenbrauen und den Schnurrbart. Das Wort wird auch verwendet, um diese Linien selbst zu beschreiben. Das Zeichnen von Haarlinien wird auch für das Fell von Tieren verwendet. Dunkle und helle Sumi-Tuschelinien können übereinander oder in der entsprechenden Farbe gezeichnet werden. Ein feiner „mensou“-Pinsel wird verwendet. Das Zeichnen von Haarlinien erzeugt einen weichen und flauschigen Ausdruck.
Nebel und Wolken
Nebel und Wolken, die das feuchte Klima Japans widerspiegeln, spielen eine wichtige Rolle in der Bildkomposition. In der Berg- und Flussmalerei („sansui-ga“) kann man durch das Malen von Nebel und Wolken eine Perspektive schaffen oder die Höhe von Bergen ausdrücken. Sie werden auch in Intervallen gemalt, um einen Szenenwechsel oder das Vergehen der Zeit anzudeuten.
Fließende Tusche (Sumi-nagashi oder Marmorieren)
Schwimmende Tusche ist eine Technik, bei der die Tusche auf einer Wasseroberfläche schwimmt und dann auf Papier gedruckt wird. Ein ähnlicher Effekt kann mit Aquarellfarben erzielt werden. Sie werden auch in Intervallen gemalt, um einen Szenenwechsel oder das Vergehen von Zeit zu suggerieren.

## Bedeutung und Einfluss
Tarashikomi ist ein zentraler Bestandteil des Rinpa-Stils und spiegelt die japanische Ästhetik wider, die oft das Flüchtige und Unvollkommene betont. Diese Technik beeinflusste nicht nur die traditionelle japanische Malerei, sondern wird auch in modernen Interpretationen verwendet. Werke, die diese Methode nutzen, können heute in Museen wie dem Freer Gallery of Art und dem Kyoto National Museum bewundert werden.